# Ergash Normuradov
Ergash Normuradov (* 17. September 1995) ist ein usbekischer Leichtathlet, der sich auf den 110-Meter-Hürdenlauf spezialisiert hat.

## Sportliche Laufbahn
Erste internationale Erfahrungen sammelte Ergash Normuradov im Jahr 2022, als er bei den Islamic Solidarity Games in Konya in 13,78 s den siebten Platz über 110 m Hürden belegte. Im Jahr darauf schied er bei den Hallenasienmeisterschaften in Astana mit 8,12 s in der ersten Runde über 60 m Hürden aus und verpasste auch bei den Freiluftmeisterschaften in Bangkok mit 14,26 s den Finaleinzug. 2024 schied er bei den Hallenasienmeisterschaften in Teheran mit 7,90 s im Vorlauf über 60 m Hürden aus und im Jahr darauf verpasste er bei den Asienmeisterschaften in Gumi mit 14,02 s den Finaleinzug über 110 m Hürden.
In den Jahren 2017 und 2019 sowie 2021, 2022 und 2024 wurde Normuradov usbekischer Meister im 110-Meter-Hürdenlauf und 2021 und 2022 wurde er Hallenmeister im 60-Meter-Hürdenlauf.

## Persönliche Bestleistungen
- 110 m Hürden: 13,64 s (+1,8 m/s), 24. Juni 2024 in Taschkent
  - 60 m Hürden (Halle): 7,90 s, 20. Januar 2024 in Öskemen